# マンダレー国際空港
マンダレー国際空港（マンダレーこくさいくうこう、英: Mandalay International Airport）はミャンマー連邦共和国マンダレー市の南方約40kmにある国際空港。

## 概要
かつて、マンダレー空港は市内中心部から約6km南方の場所にあった。市街地内にあるため危険で、騒音問題も起きていた。マンダレーの観光開発のために新空港が建設され、1999年に開港すると、旧空港(en:Mandalay Chanmyathazi Airport)は使われなくなった。
滑走路は長距離国際線にも対応した4,000メートル級のものであり、ターミナルビルも広くて立派なものである。
ミャンマー政府側は、30年間の長期契約で空港施設全般の維持管理を行う企業を募集した結果、2013年、日本のJALUX、三菱商事などの共同企業体 ( MC-Jalux Airport Services ) が空港の補修、運営、維持管理に関する契約の優先交渉権を獲得した。

## 就航航空会社と就航地
2020年以降、新型コロナウイルス感染症の影響により、多くの定期便が運休、減便、経路変更となっている。
| 航空会社                   | 就航地 | 備考 |
| -------------------------- | --- | ---- |
| ミャンマー国際航空         | ヤンゴン、ケントゥン、ミッチーナー、タチレク バンコク/ドンムアン、バンコク/スワンナプーム                  |      |
| ミャンマー・ナショナル航空 | ヤンゴン、バモー、ホマリン、カレーミョ、ケントゥン、カムティ、モンユワ、ミッチーナー、ネピドー、シットウェ |      |
| エア・タンルウィン         | ヤンゴン、ケントゥン、カムティ、ミッチーナー タチレク                                                      |      |
| マン・ヤダナルポン航空     | ヤンゴン、ミッチーナー、 タチレク                                                                          |      |
| エア KBZ                   | タチレク                                                                                                   |      |
| タイ・エアアジア           | バンコク/ドンムアン                                                                                        |      |
| 中国東方航空               | 昆明 |      |

2023年8月現在

## 空港アクセス
- タクシー 市内から約1時間 約10,000チャット
- Shwe Nan San が、市内までのミニバスを運行している[4]。市内まで約90分。